# Гладиатрикс
«Гладиатрикс» (англ. The Arena) — малобюджетный исторический боевик американо-российского производства, снятый в 2001 году российским режиссёром Тимуром Бекмамбетовым. Главные роли в фильме исполнили модели журнала «Playboy» Карен Макдугал и Лайза Дерган (англ. Lisa Dergan). Ремейк фильма «Арена (англ. The Arena (1974 film))» Стива Карвера (англ. Steve Carver) (1974).

## Сюжет
Волею наместника римских провинций Тимарха (Виктор Вержбицкий), сосланного Цезарем в несусветную глушь, на гладиаторской арене оказываются девушка из племени друидов Бодиция (Лайза Дерган) и танцовщица Жасмина (Карен Макдугал). Днём они сражаются за свою жизнь, а ночью превращаются в жриц любви. Накануне праздника они подбивают своих любовников к восстанию. И хотя они гибнут, но женщинам удается довести дело до конца и свергнуть жестокого Тимарха.

## В ролях
- Карен Макдугал — Жасмина
- Лайза Дерган — Бодиция
- Ольга Сутулова — Ливия
- Юлия Чичерина — Дейдра
- Северина Кемиримбе — Люциния
- Виктор Вержбицкий — Тимарх
- Анатолий Мамбетов — Септимус
- Алексей Осипов — Флавий
- Игорь Ботвин — Квинт
- Габриель Воробьёв — Эмилий
- Наталья Суркова — Корнелия
- Алексей Дедов — Вольфстан
- Леонид Максимов — Клаудиус
- Эрнст Романов — Цезарь
- Борис Бирман — Максимус

## Производство
Продюсером этой картины, как и оригинального фильма 1974 года, выступил известный «король трэша» Роджер Корман. Само производство фильма началось в 1998 году и было закончено в 2001. На одну из ролей Бекмамбетов пригласил известную рок-исполнительницу Юлию Чичерину, с которой ранее работал над клипами; это был дебют Чичериной в качестве актрисы. Кроме того, певица исполнила трек к фильму.

## Фестивали
Фильм был включён в конкурсную программу из 22 фильмов X кинофестиваля «Виват кино России!», но призами отмечен не был.